# Хорово имя
Хо́рово и́мя — одно из пяти имен в царском титуле Древнего Египта, старейшее из всех.

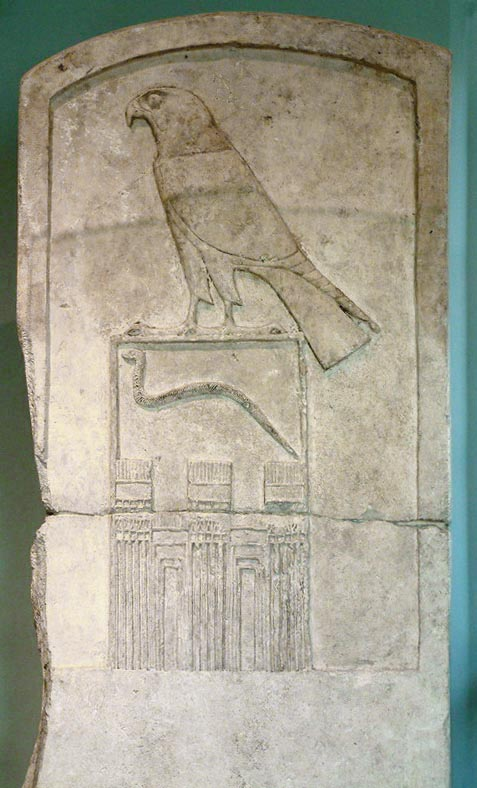
Стела, содержащая серех с именем Уаджи (Лувр)

## История и значение имени
В додинастическом и раннединастическом периоде, вплоть до IV династии, хорово имя было единственным именем царя (фараона). Многие из первых египетских фараонов известны только под этим именем. Это имя было частью религиозной веры в правителя как земного образа небесного бога Хора (Гора), символ которого — сокол. Начиная с конца Древнего царства фараон связывается с мифом об Осирисе.
По меньшей мере один египетский правитель из Второй Династии — Сет-Перибсен, — использовал вместо Хора изображение бога Сета. Ему последовал Хасехемуи, который поместил оба символа (Сета и Хора) выше начертания своего имени. После того образ Хора всегда появлялся рядом с именем фараона.
Со времени Ментухотепа II значение этого имени ослабевает, и в официальных надписях преимущественно употребляется тронное имя. Хорово имя просуществовало до Антонина Пия (138—161 годы н. э.) включительно.

## Написание
Пишется имя фараона в серехе — прямоугольнике, на котором восседает сокол. Нижняя часть прямоугольника декорирована как фасад царского дворца («фасад дворца»), верхняя часть символизирует двор или дом, а на свободной площади между ними стоит имя властителя. Наименование «хорово имя» производится от сидящего на серехе сокола Хора.